# Лечење бенигних болести штитасте жлезде радиојодидом
Лечење бенигних болести штитасте жлезде радиојодидом заснива се на примени изотопа 131J. Бенигне болести штитасте жлезде које се данас лече радиојодидом су: Грејвс-Базедовљева (ГБ) болест (дифузна токсична аутоимуна струма); Пламерова болест (један или више хиперсекретујућих аутономних фокуса); нетоксична струма; субклиничка хипертиреоза (биохемијски дефинисана као перзистентно низак ниво ТСХ уз нормалне нивое Т4 и Т3 у крви).

## Општа разматрања
Тиреоидни клиренс јода је 50 мл / мин. Клиренс радиојодида је обрнуто сразмеран уносу стабилног
јода, а 90% орално унетог радиоактивног јода се у првом сату ресорбује у почетним деловима танког
црева, а из екстрацелуларних простора се елиминише акумулацијом у тиреоидеје и излучивањем путем бубрега (у дисталним тубулима Хенлеове петље се реапсорбује 75%, а мокраћом се излучи 40-70%), 
фецесом (10%). Ј131 се накупља у пљувачним жлездама, слузокожи желуца, хориоидном плексусу, постељици и тлезданом ткиву дојке. 
Већи део циклотронски добијеног јода је изотоп 130Ј, а свега 10% је 131Ј. разлике у физичким особинама ова два терапијска изотопа јода су следеће: 
- 131Ј, емитују ß честицу са временом полураспада 8,04 дана, њен домет у води је 131Ј 2,2 mm, а средња енергија 0,191 keV,
- 130Ј, емитују ß честицу са временом полураспада 0,525 дана, њен домет у води је 131Ј 4,2 mm, а средња енергија 0,27 MeV.

Мања енергија зрачења, дужи полутивот и мања продорност у ткиву (мање радијационо разарање ткива) чине 131Ј погоднијим за терапијску употребу.

## Индикације
Индикације за терапијску примену радиојодида су:
- Грејвс-Базедовљева (ГБ) болест, код које није постигнута трајна ремисија годину дана после лечења антитиреоидним лековима;
- Пламерова болест - ово је терапија избора јер примена антитиреоидних лекова нема ефекта;
- Нетоксична струма, ако пацијент има тегобе као што су диспнеја или дисфагија, а хируршка интервенција носи превелик ризик;
- Субклиничка хипертиреоза може бити једна од индикација с обзиром да ови пацијенти имају повећан ризик од атријалне фибрилације и смрти узроковане кардиоваскуларним догађајем. Зато постоји општа сагласност (потекла из УСА) да би лечење радиојодидом требало размотрити код оваквих пацијената.[1]

## Контраиндикације
Апсолутне контраиндикације
У ову групу контраиндикација за примену радиојодида спадају: трудноћа болеснице, дојење и спора акумулација 131Ј. 
Релативне контраиндикације
У ову групу контраиндикација за примену радиојодида спадају: велики чворови или велика струма. Иако постоји страх да ће едем тиреоидеје, који се дешава првог дана од апликације радиојодида, довести до угушења, то се у пракси није догодило чак ни код великих мултинодозних ретростерналних струма. Зато је величина жлезде релативна контраиндикација.